# Rhinella paraguayensis
Rhinella paraguayensis es una especie de anfibio anuro de la familia Bufonidae.

## Distribución geográfica
Esta especie es endémica de la parte occidental del Río Paraguay en Brasil. Se encuentra en los estados de Mato Grosso y Mato Grosso do Sul. Su presencia es incierta en Bolivia.

## Etimología
El nombre de la especie está compuesto de paraguay y del sufijo latino -ensis que significa "que vive, que habita", y le fue dado en referencia al lugar de su descubrimiento.

## Publicación original
- Ávila, Pansonato & Strüssmann, 2010: A new species of the Rhinella margaritifera group (Anura: Bufonidae) from Brazilian Pantanal. Zootaxa, n.º 2339, p. 57-89.[3]